# Intrusion stratifiée

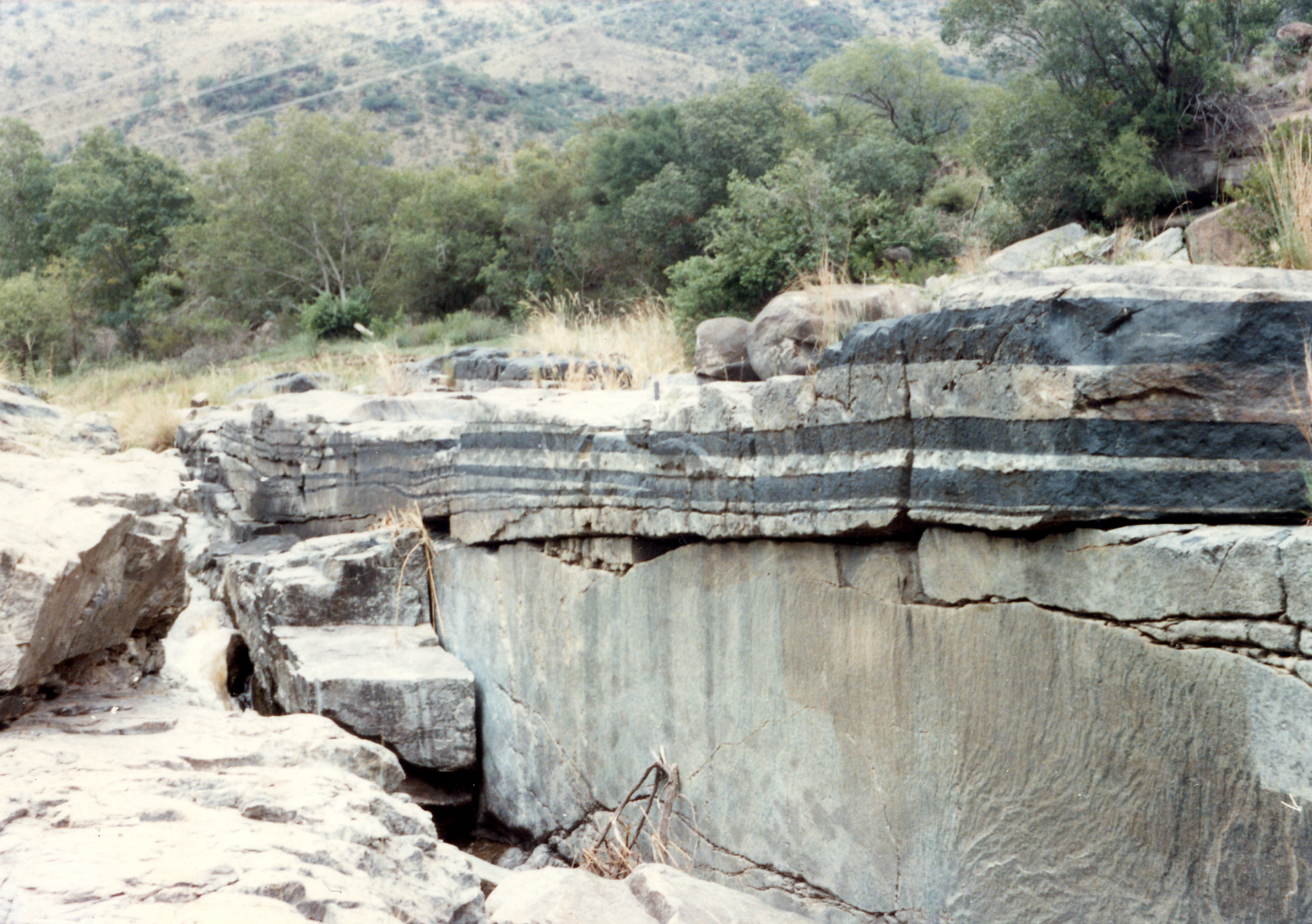
Alternance de chromitite noire et d'anorthosite grise dans la Zone Critique UG1 du complexe igné du Bushveld, visible sur l'affleurement de la rivière Mononono, près de Steelpoort, Limpopo, Afrique du Sud.

Une intrusion stratifiée (ou complexe intrusif, ou complexe igné) est une formation géologique constituée de roches magmatiques mises en place par intrusion, et qui présente une stratification verticale de la composition et de la texture de ces roches. Ces intrusions, souvent de forme tabulaire, couvrent horizontalement une surface allant de 100 à plus de 50 000 km2 et ont une épaisseur allant de plusieurs centaines de mètres à plus d'un kilomètre.
Les roches des intrusions stratifiées sont le plus souvent ultramafiques à mafiques, mais Ilimaussaq, au Groenland, est une intrusion alcaline. Les complexes intrusifs présentent des signes de cristallisation fractionnée et de ségrégation de cristaux par sédimentation ou flottation de minéraux à partir d'une masse fondue.
Un complexe intrusif ultramafique ou mafique est typiquement constitué de roches ultramafiques près de la base (péridotites et pyroxénites), associées à des couches de chromitite (en), et de roches plus mafiques dans les strates supérieures (norites, gabbros et anorthosites), avec parfois des diorites et des granophyres (en) au sommet. On y trouve souvent des minéralisations d'éléments du groupe du platine, de chromite, de magnétite et d'ilménite, exploitables économiquement.
Les intrusions stratifiées sont rares et se trouvent généralement dans les anciens cratons, mais leur distribution est mondiale. Elles sont pour la plupart d'âge archéen à protérozoïque (le Bushveld par exemple, en Afrique du Sud, est d'âge paléoprotérozoïque), mais elles peuvent être beaucoup plus jeunes comme Skaergaard (en) au Groenland ou Rum (en) en Écosse, d'âge cénozoïque,.

## Mise en place
Les intrusions stratifiées ultramafiques à mafiques peuvent se mettre en place à tous les niveaux de la croûte, depuis des profondeurs supérieures à 50 km jusqu'à des profondeurs aussi faibles que 1,5 à 5 km. La profondeur à laquelle s'installe une intrusion dépend de plusieurs facteurs :
- la densité du liquide magmatique. Les magmas les plus riches en magnésium et en fer sont les plus denses, et s'approchent le moins de la surface ;
- les interfaces au sein de la croûte. Typiquement, une zone de détachement horizontal, une couche dense et imperméable ou toute autre interface lithologique peut fournir un plan de faiblesse horizontal que le magma ascendant exploitera pour former un sill ou un lopolithe (en) ;
- la température et la viscosité. Lorsqu'un magma monte et se refroidit, il devient plus visqueux, ce qui peut empêcher le magma de continuer à monter. En revanche, un magma plus visqueux est plus efficace pour forcer la séparation des parois d'une interface, créant ainsi un volume que le magma peut remplir.

## Origine des intrusions
Il est souvent difficile de déterminer l'origine de la poche de magma ultramafique à mafique qui est montée jusqu'à son emplacement actuel, et notamment de choisir entre deux origines plausibles, le magmatisme de point chaud et le magmatisme de rift.

### Magmatisme de point chaud
La plupart des grandes provinces ignées incluent des structures hypovolcaniques et des structures superficielles formées par un magmatisme mafique de grand volume, au cours de la même période de temps. Dans la plupart des cratons archéens, par exemple, les ceintures de roches vertes sont accompagnées par des injections de dykes volumineuses et souvent par une forme ou l'autre de grandes intrusions dans la croûte. C'est notamment le cas d'une série d'intrusions stratifiées ultramafiques-mafiques dans le Craton de Yilgarn (Australie-Occidentale), datées d'environ 2,8 Ga et accompagnées par du volcanisme komatiitique et du volcanisme tholéiitique de grande ampleur.
Le magmatisme de point chaud, engendré par la montée de panaches mantelliques, est à même d'expliquer les grands volumes de magma nécessaires pour créer une intrusion de plusieurs kilomètres d'épaisseur (jusqu'à 13). Les panaches sont également capables de déformer la croûte et de l'affaiblir thermiquement, ce qui facilite l'intrusion du magma et la création de l'espace nécessaire pour loger les intrusions. 
La composition chimique et isotopique des roches (éléments en traces et isotopes radiogéniques) vient souvent conforter l'hypothèse d'un magmatisme de point chaud. C'est par exemple le cas des intrusions de Norilsk-Talnakh (kraï de Krasnoïarsk, Russie).

### Magmatisme de rift
Certaines grandes intrusions stratifiées ne sont cependant pas dues à la montée d'un panache, par exemple l'intrusion de Skaergaard (Groenland). Il s'agit là d'un grand volume de magma analogue à celui qui est généré sous les dorsales océaniques. L'espace nécessaire à la mise en place d'une grande poche de magma est libéré par l'extension tectonique qui accompagne l'expansion des fonds océaniques. En profondeur, les failles normales et les failles listriques dégagent un espace triangulaire (en coupe verticale) où s'installent des intrusions en forme de quille ou de bateau. C'est par exemple le cas du Grand Dyke (en) (Zimbabwe) ou du complexe de Narndee-Windimurra (Australie-Occidentale).
Une origine mixte est également possible, quand un panache vient provoquer la déchirure d'un continent et initier la dérive de deux blocs continentaux et la tectonique extensive qui s'ensuit.

## Origine de la stratification
Plusieurs processus sont à l'origine de la stratification des grandes intrusions ultramafiques : la convection, la diffusion thermique, la sédimentation des phénocristaux, l'assimilation des roches des parois et la cristallisation fractionnée.
Le principal de ces processus est l'accumulation de couches de cristaux d'un même minéral qui se forment par cristallisation fractionnée et qui, plus denses que le magma résiduel, descendent jusqu'au plancher de l'intrusion. Le plagioclase peut au contraire être moins dense et monter jusqu'au toit pour former des couches d'anorthosite. Dans les grandes chambres magmatiques on peut observer des structures analogues à celles qu'on trouve dans les formations sédimentaires, telles que le flow banding, le graded bedding, les scour channels et les foreset beds. L'intrusion de intrusion de Skaergaard (en) (Groenland) montre de nombreux exemples de ces structures quasi sédimentaires.
L'assimilation des roches des parois de l'intrusion intervient aussi. Elle a pour effet de modifier la composition du magma (et notamment d'augmenter la teneur en silice), ce qui peut ensuite provoquer la cristallisation de minéraux différents de ce qu'aurait produit la cristallisation du magma initial. L'assimilation peut aussi se faire via des réactions dans lesquelles les roches encaissantes sont dissoutes mais des minéraux précipitent concurremment. Souvent l'assimilation ne peut être détectée que par une analyse géochimique détaillée (notamment, de la composition isotopique).
Les cumulats (les couches sédimentées) peuvent être mono- ou polyminéraux :
- les couches monominérales sont courantes et peuvent présenter un intérêt économique. Les couches de magnétite et d'ilménite constituent ainsi des gisements de titane et de vanadium comme ceux de l'intrusion de Windimurra (en) (Australie-Occidentale) ou des gisements de fer comme à Savage River (Tasmanie) (en). Les couches de chromite sont régulièrement associées à des gisements de platine et de palladium comme le Merensky Reef dans le complexe igné du Bushveld (Afrique du Sud).
- les couches polyminérales constituent des roches connues dans d'autres contextes, comme le gabbro et la norite. Dans la terminologie des roches cumulatives on désigne généralement ces roches par leur assemblage minéralogique, on parle par exemple de « cumulats pyroxène-plagioclase » plutôt que de gabbros.

La zone centrale ou supérieure de nombreuses grandes intrusions ultramafiques est constituée d'un gabbro massif mal stratifié. En effet, à mesure que le magma se différencie, il atteint une composition proche d'un eutectique, induisant la cristallisation en masse de plusieurs minéraux simultanément. Le magma peut aussi s'être suffisamment refroidi à ce stade pour que la viscosité croissante du magma mette un terme à la convection ou que la convection devienne inefficace.
Quand la cristallisation est bien avancée, le liquide résiduel, devenu interstitiel, peut s'échapper et migrer à travers la pile de cumulats, et d'ailleurs réagir avec eux,,,.

## Exemples
- Bushveld (Afrique du Sud)
- Chimalpahad (Telangana, Inde)
- Dufek (Antarctique)
- Duluth (en) (Minnesota, États-Unis)
- Giles (centre de l'Australie)
- Great Dyke (en) (Zimbabwe)
- Ilimaussaq (Groenland)
- Kanichee (en) (Ontario, Canada)
- Kiglapait (Labrador, Canada)
- Lac des Îles (en) (Ontario, Canada)
- Muskox (en) (Territoires du Nord-Ouest, Canada)
- Rum (en) (Écosse, Royaume-Uni)
- Skaergaard (en) (Groenland)
- Stillwater (en) (Montana, États-Unis)
- Windimurra (en) (Australie-Occidentale)